# Cláudio Christovam de Pinho
Cláudio Christovam de Pinho, född 18 juli 1922, död 1 maj 2000, var en brasiliansk fotbollsspelare.
Cláudio spelade i Corinthians och är tillsammans med Roberto Rivelino och Socrates en av de tre stora i klubben med sina 306 mål på 554 matcher. På landslagsnivå tog han guld med Brasilien i sydamerikanska mästerskapen (Copa América) 1949.